# كوج يوشيناري
كوجِ يوشيناري (باليابانية: 吉成 浩司) (19 مايو 1974 في توكوشيما في اليابان – )؛ هو لاعب كرة قدم ياباني سابق كان يلعب كلاعب وسط.

## وصلات خارجية
- كوج يوشيناري على موقع رابطة كرة القدم اليابانية للمحترفين (اليابانية)
- كوج يوشيناري على موقع عالم كرة القدم.نت (الإنجليزية)